# Маківський парк
Ма́ківський парк — парк-пам'ятка садово-паркового мистецтва місцевого значення в Україні. Розташований у межах Кам'янець-Подільського району Хмельницької області, в селі Маків. 
Площа 3 га. Статус присвоєно згідно з розпорядженням виконкому обласної ради депутатів трудящих від 30.01.1969 року № 72-р. Перебуває у віданні: Спецгосп «Україна». 
Природоохоронний статус наданий з метою збереження парку, закладеного 1830 року при маєтку Рациборовських. 